# Kamekichi Tokita

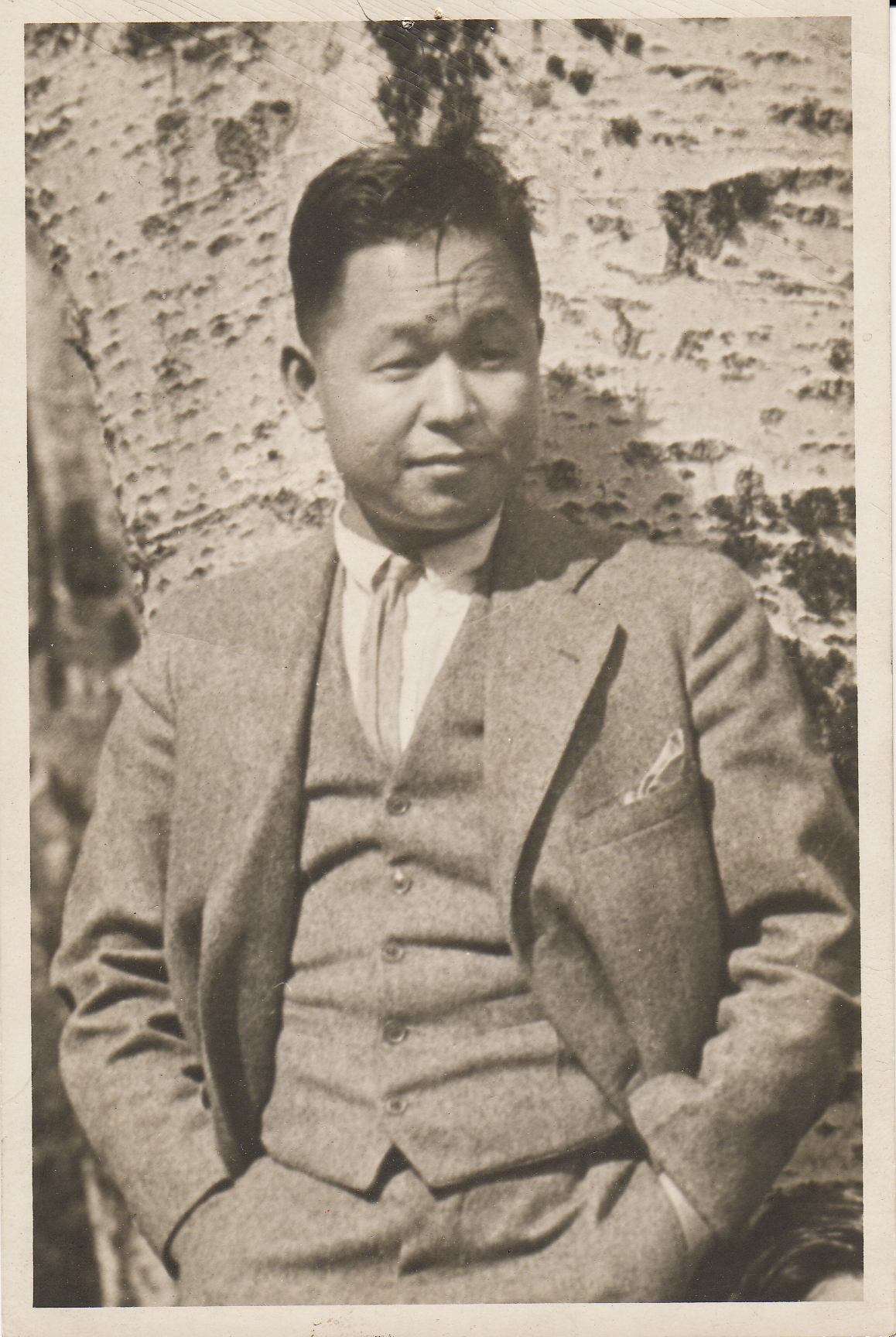
Kamekichi Tokita, 1930er Jahre

Kamekichi Tokita (* 16. Juli 1897 in Shizuoka, Japan; † 7. Oktober 1948 in Seattle, Washington)  war ein japanisch-amerikanischer Maler und Tagebuchschreiber. Er emigrierte 1919 in die Vereinigten Staaten und ließ sich im Stadtteil Japantown in Seattle nieder. In den 1930er Jahren war er eine prominente Figur in der Kunstszene des pazifischen Nordwestens und seine Bilder wurden regelmäßig in wichtigen Ausstellungen gezeigt.

## Leben

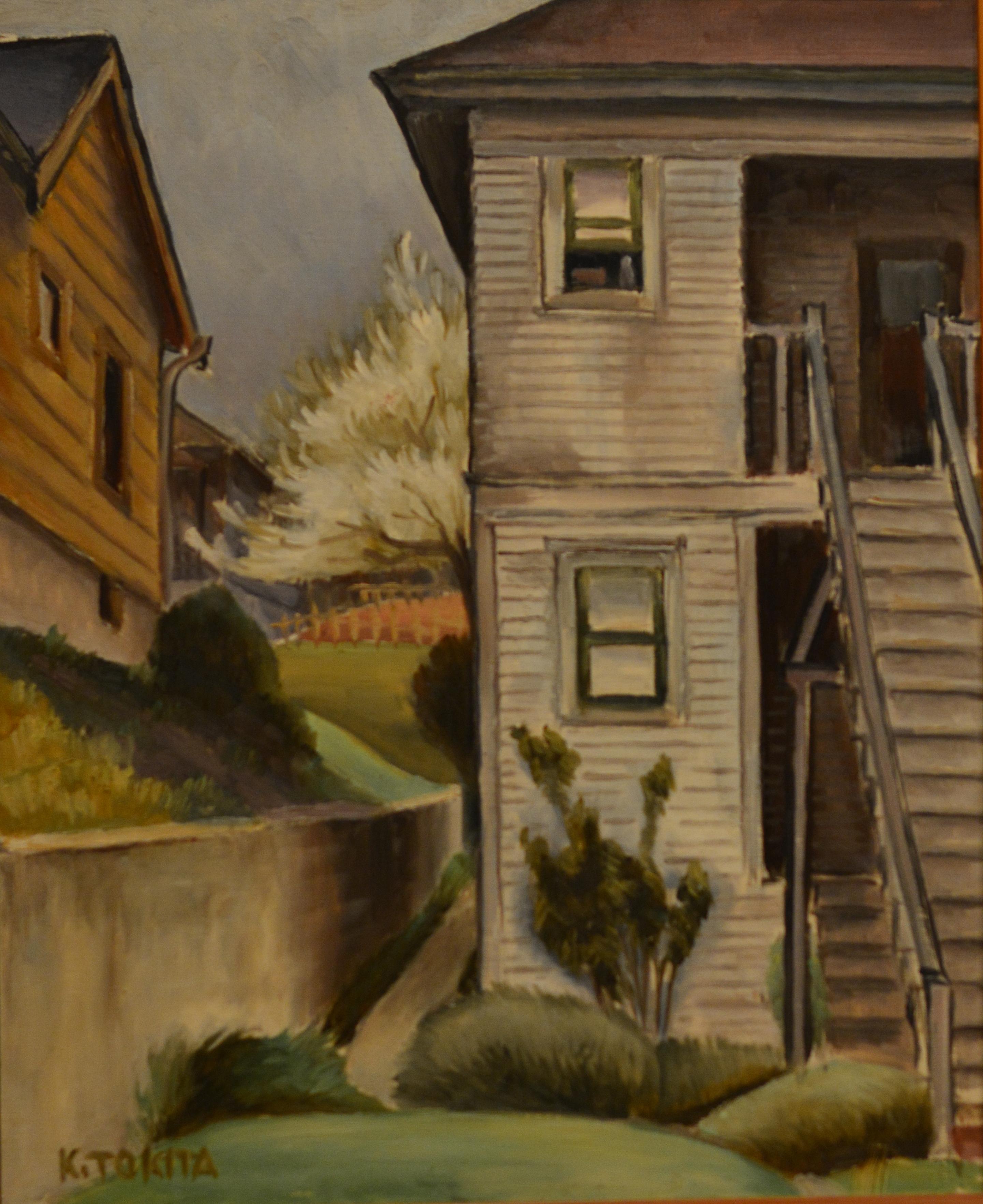
Backyard (Hinterhof), 1934. Seattle Art Museum

Kamekichi Tokita wurde in Shizuoka, Japan, geboren. Er interessierte sich schon früh für Kunst, war aber für den Familienbetrieb vorgesehen. Nach seinem Schulabschluss 1915 schickte ihn sein Vater nach China, um dort als Teeverkäufer zu arbeiten, doch Tokita nutzte die Zeit, um Kalligrafie und traditionelle Tuschemalerei zu studieren. 1919 emigrierte er in die USA und ließ sich in Seattle nieder, wo er als Schildermaler arbeitete und seine künstlerische Laufbahn fortsetzte.
Während des Zweiten Weltkriegs wurde Tokita mit seiner Familie in das Internierungslager Minidoka in Idaho zwangsumgesiedelt. Dort führte er ein detailliertes Tagebuch und fertigte Skizzen an, die später als wichtige Dokumente der japanisch-amerikanischen Kriegserfahrung gewürdigt wurden. Nach dem Krieg kehrte die Familie nach Seattle zurück, wo Tokita seine Arbeit als Schildermaler wieder aufnahm. Er litt jedoch an unerkannter Diabetes und starb 1948 im Alter von 51 Jahren an einem Herzinfarkt.

## Werk
Kamekichi Tokitas Arbeiten zeichnen sich durch Darstellungen alltäglicher Szenen aus Seattles Stadtlandschaft aus, oft in gedämpften Tönen, die das feuchte Klima des Nordwestens widerspiegeln. Seine Gemälde kombinieren westliche Maltechniken mit Einflüssen der traditionellen japanischen Kunst, insbesondere der Kalligrafie und Tuschemalerei.